# Famille de Sérent
La famille de Sérent (Seren en italien, prononcé [séren]), d'ancienne chevalerie de Bretagne, avait pris son nom d'une terre située dans l'évêché de Vannes (auj. département du Morbihan), à une lieue et demie de Malestroit, à 3 lieues de Ploërmel, et à 5 lieues de Vannes, sur la route de cette ville à celle de Ploërmel.

« Cette Maison est une des plus anciennes & des plus distinguées la Province. Son origine, ainsi que celle des plus grandes Maisons, se perd dans la nuit des temps. Elle a toujours existé dans l'Évêché de Vannes, où est située la Baronnie de Sérent, qu'elle possédait il y a plus de huit cens ans, comme il est prouvé par différends actes. »

— La Chenaye Desbois, 1784

## Généralités
Il est fait mention du bourg de Sérent dans les chartes du IXe siècle. Son plus ancien possesseur connu est Marquier, seigneur de Sérent vers l'an 1050, lequel eut trois fils :
- Maingui,
- Judicaël et Pierre de Sérent, chevaliers, vivants vers l'an 1100.

Maingui, seigneur de Sérent, chevalier, fit « une fondation » à Saint-Sauveur de Redon en 1110. Se sentant sur le point de mourir, il voulut, « suivant l'usage de ces temps reculés », se consacrer à Dieu et prendre l'habit religieux, dans le « monastère » de Redon. Ses deux frères, Judicaël et Pierre de Sérent, firent le même vœu, et, par charte donnée vers l'an 1100, et transcrite au cartulaire de Redon, ils donnèrent à cette église les dîmes de leur terre. Maingui y fut inhumé peu de temps après.
Conen de Sérent et Judicaël son fils furent présents à une donation faite, en 1118, au prieuré de Saint-Martin de Josselin, par Geoffroi, vicomte de Porhoët, et par ses frères,.
La filiation, d'après une production faite en 1752, au cabinet des ordres du Roi, est littéralement établie depuis Jean, seigneur Sérent, fils d'Alain (vivant en 1328) et de Gillette de Malestroit, qui, l'an 1351 fut l'un des 30 champions choisis par Jean IV de Beaumanoir pour combattre contre un pareil nombre de chevaliers et écuyers anglais, fait d'armes célèbre dans les annales bretonnes sous le nom de combat des Trente. En 1356, Jean, seigneur de Sérent, commandait une compagnie d'écuyers, servant sous les ordres de Thibault III sire de Rochefort, capitaine de 1 000 hommes d'armes et de 500 archers, comme on le voit par une quittance de 80 écus d'or que Jean de Sérent donna, le 26 novembre de cette année, au trésorier des guerres, sous son sceau, représentant un écu chargé de 3 quintefeuilles. Il était marié à Jeanne de Saint-Gilles.
À la montre de Vannes du 8 septembre 1464, parmi les 19 nobles de Sérent et Quily, Geoffroy de Sérent, seigneur de La Rivière (100 livres de revenu) est porteur d'une brigandine et d'une salade (casque). À celle du 4 septembre 1481 (toujours à Vannes), où on comptabilise la présence de 25 nobles de Sérent, il comparaît armé d'une vouge (il déclare alors 5 livres de revenu).
Lors de la réformation de 1669, cette maison fut maintenue dans sa noblesse d'ancienne extraction (un procès-verbal daté du 12 avril 1663 a été conservé concernant l'enquête sur les preuves de noblesse de Pierre de Sérent) : elle existait en trois branches connues sous les dénominations de :
- Seigneurs de Sérent et de La Rivière,
- Seigneurs de Brambrac et de Kerlevenan,
- Seigneurs de Kerfily.

La branche aînée s'est fondue au XIVe siècle dans la famille de La Chapelle, d’où la terre de Sérent, est passée par alliance aux Rosmadec, puis aux Sénéchal, et par acquêt en 1787 aux Castel.
La branche du Tromeur s'est fondue dans la famille de Montauban, puis dans celle d'Avaugour par le mariage d'Orfraise de Sérent ( † 11 janvier 1452), dame de Tromeur, demoiselle de la duchesse Yolande d'Anjou (1412-1440). Elle avait signé, en 1440, à son testament avec Isabeau de Beaumanoir, Yolande de Laval, Matheline de Malestroit et Julienne de Taillefer, autres demoiselles de la duchesse. Elle n'eut point d'enfants du premier mariage, mais des deux autres. Il est fait mention d'elle et de son second mari dans deux séances du Parlement de Bretagne, tenues à Vannes, en 1451, pour deux procès qu'elle avait, ainsi que dans un autre Parlement, en 1457. Elle eut aussi « une contestation » avec le seigneur de Trégarantec.
La branche de Kerfily qui a produit un conseiller au parlement, chevalier de l'ordre du Roi en 1635, a fini avec Armand-Louis de Sérent, marquis de Kerfily, lieutenant-général des armées du Roi, nommé en 1788 gouverneur des ducs d'Angoulême et de Berry. Devenu grand d'Espagne de 1re classe, il prit le titre de duc de Sérent, sous lequel il fut appelé à la pairie le 4 juin 1814.

## Membres notables de la famille
- Plusieurs membres admis aux honneurs de la cour depuis 1754[5].

### Les ecclésiastiques
- Trois chevaliers de Malte depuis 1663[5] ;
- Melchior de Sérent (mort en 1727), abbé de Prières en 1681[5] ;

### Les politiques
- Un président de la noblesse aux États de Bretagne de 1774 et 1776[5] ;

### Galerie de portraits

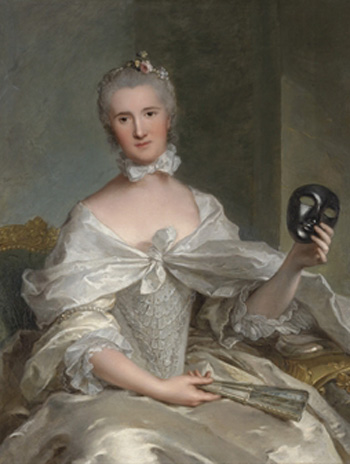
Jean-Marc Nattier : Portrait de la comtesse de Sérent, 1754.
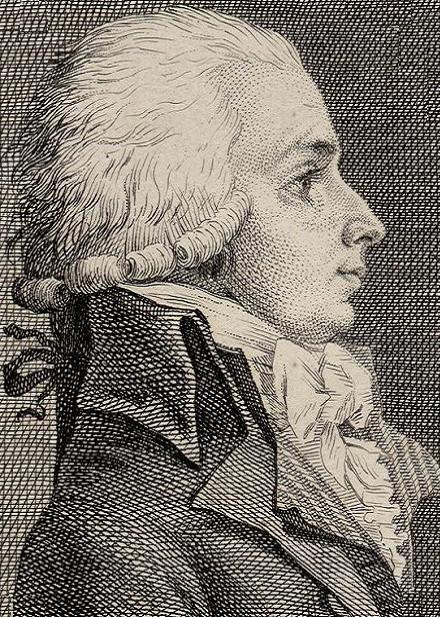
Armand-Sigismond de Sérent (1762-1796)
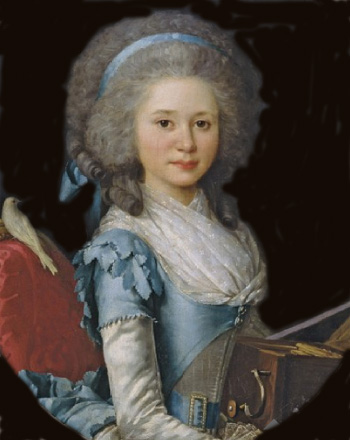
Antoine Vestier : Anne Angélique Marie Émilie de Sérent de Kerfilis, 1788.
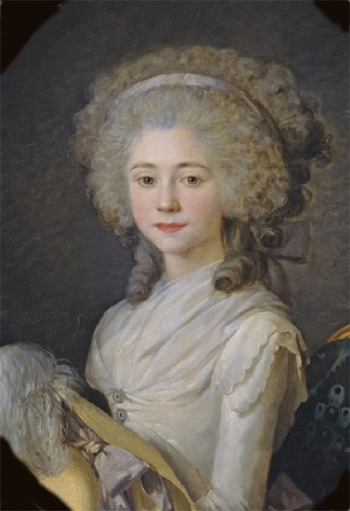
Antoine Vestier : Anne-Félicité-Simone de Sérent de Kerfilis, 1788.

## Arbre généalogique descendant

### Origines
Généalogie des SérentÉtablie d'après les archives départementales du département du Morbihan (AD56/31J/436)
- Rivallon de Sérent, marié avec Judith de Meulan, dont :
  - Herbert, seigneur de Sérent, grand bouteiller de France[17], marié avec Rollande de Chaumont[17], dont :
    - Wallon de Sérent, marié avec Alberge de Marcille, dont :
      - Marquer, seigneur de Sérent, marié avec Alaise de La Roche dont :
        - Judicaël de Sérent, marié avec Riette de Mauny, dont :
          - Mériadec de Sérent, marié avec Adèle de Lohéac, dont :
            - Guéhénoc de Sérent, seigneur de Tromeur, croisé en 1239, mentionné dans un compte rendu au duc Jean Ier le Roux en 1274[5], marié avec Evenet d'Elven, dont :
              - Guillaume Ier de Sérent (vivait en 1274[18]), seigneur de Tromeur, marié avec Ansgarde, dont :
                - Geoffroy de Sérent, marié
(1°) ∞ Jeanne de La Chapelle, dont deux fils
(2°) ∞ Raoulette de Dinan
(2°) ∞ Sibylle de Rochefort.
                  - (1°) Alain de Sérent (vivant en 1328[17]), seigneur de Tromeur, servit dans les « guerres de Flandres[17] », marié avec Gillette de Malestroit, fille de Geoffroy, seigneur de Malestroit ( † 1344), dont :
                    - Jean Ier de Sérent, seigneur de Tromeur et l'un des 32 champions blésistes du Combat des trente; marié avec Péronelle de Sérent, dont :
                      - Branche aînée

                  - (1°) Guy de Sérent
                    - Tige des Sérent d'Anjou ;

            - Juhaël de Sérent ;

          - Josselin de Sérent ( † tué devant Saint-Jean d'Acre en 1191[12]), signe, avec un grand nombre d'autres nobles, l'Assise du comte Geoffroy[17], marié
(1°) ∞ Amice de La Marche
(2°) ∞ Orscande de Sciz, dont :
            - Isabelle Nobilis de Sérent porta la seigneurie de Sérent à Olivier Ier de La Chapelle, qui la transmit à ses descendants[12] ;

        - Mainguy de Sérent ( † vers 1110 à Sainte-Croix de Josselin[12]), marié, dont :
          - Conan de Sérent, se trouvant à Redon et blessé d'un coup de lance, y prit l'habit religieux vers 1120[12] ;

        - Pierre de Sérent ;

    - Godefroy de Sérent, marié avec Richilde ;
    - Pierre de Sérent ;
    - Jean de Sérent.

Cette branche s'est alliée aux :

Armoiries des familles alliées aux premiers Sérent
Famille de Meulan
Famille de Mauny
Famille de Lohéac
Famille de La Chapelle
Famille de Dinan
Famille de Rochefort
Maison de Malestroit

### Branche aînée
- Jean Ier de Sérent[19]  (Jehannot), seigneur de Tromeur, un des « Trente » (1351), fauconnier et garde des oiseaux du Roi[17], chevalier et gouverneur des château et forteresse de Batz[17], marié avec Péronelle de Sérent, dont :
  - Guillaume de Sérent (vivant en 1413), seigneur de Tromeur et de La Rivière, fondateur (23 août 1382) de la chapellenie du prieuré de Notre-Dame-au-Martret de Sérent[17], marié avec Alice de Châteaubriant-Dinan, dont :
    - Jean II de Sérent, marié
(1°) ∞ Jeanne de Saint-Gilles
(2°) ∞ Blanche de Poher, dame de Braine
(3°) ∞ Margot de Cadoudal.
Il eut de son premier mariage :
      - (1°) Jean III de Sérent ( † 1413 ou 1414, inhumé dans le chancel de l'église paroissiale de Sérent[14]), seigneur de Tromeur, marié avec Jeanne ( † 11 janvier 1452), fille de Raoul de Comenan, juveigneur de la maison de Rieux[14], dont :
        - Orfraise de Sérent ( † 11 janvier 1452), dame de Tromeur, demoiselle de la duchesse Yolande d'Anjou (1412-1440). Elle signa, en 1440, à son testament avec Isabeau de Beaumanoir, Yolande de Laval, Matheline de Malestroit et Julienne de Taillefer, autres demoiselles de la duchesse[14], mariée
(1°) ∞ Simon d'Elhoye (ou Delhoye), conseiller-chambellan du duc de Bretagne,  capitaine de Hennebont, sans postérité ;
(2°) ∞ (vers 1436) Henri Hingant ( † siège de Fougères (1449)), seigneur de Floville, dont postérité ;
(3°) ∞ (avant 1445) avec Guillaume II de Montauban (vers 1425-1486), chancelier de Bretagne, Sgr du Bois-de-La-Roche, de Sens, de Grenonville, dont postérité :
          - La branche aînée de la famille de Sérent se fond dans la famille de Montauban ;

      - (1°) Perrot de Sérent, seigneur de La Rivière, marié avec Jeanne Gouyon, d'où :
        - La branche de La Rivière

      - Philippine de Sérent, demoiselle de la duchesse, mariée (contrat de mariage du 12 août 1401, dotée  de 2 000 écus d'or[14]), avec Noble Hervé de Ville, seigneur de La Varenne[14].

Cette branche s'est alliée aux :

Armoiries des familles alliées à la branche aînée
Famille de Cadoudal
Famille de Châteaubriant
Maison de Malestroit
Maison de Montauban

### Branche de La Rivière
- Perrot de Sérent, seigneur de La Rivière, marié avec Jeanne Gouyon, dont :
  - Geoffroy de Sérent, seigneur de La Rivière, marié avec Françoise de Guémadeuc, dont :
    - Guillaume de Sérent, marié avec Jeanne Guillemot, dont :
      - Regnaud de Sérent ( †  après 1513), seigneur de La Rivière (présent à la réformation de 1513, la paroisse de Sérent), marié le 1er novembre 1494 avec Guillemette ( †  après le 22 mars 1534), fille d'Alain de La Cour ( †  après le 22 mars 1534), dont :
        - Guillaume de Serent ( †  après le 8 mars 1575), écuyer, seigneur de La Rivière ;
        - François de Sérent ( † avant le 15 février 1607), écuyer, seigneur de La Rivière, de La Ville-Guériff et d'Aguénéac (1589), marié
(1°) ∞ (4 novembre 1529 à Ploërmel) Yvonne ( † avant le 6 avril 1545), fille de Robert de Bellouan ( † avant le 12 juillet 1535), seigneur de La Minière
(2°) ∞ (8 mars 1575 à Rennes) Simone ( † après le 25 février 1607), fille de Jean du Hallay, dame douairière desdits lieux de La Rivière de Sérent, la Villeguérif et Aguénéac.
De ses deux unions, il eut :
          - (1°) Marc de Sérent, écuyer ;
          - (2°) François de Sérent, seigneur de La Prévostaye, marié, vers 1610 à Saint-Martin-sur-Oust, avec Péronnelle Desgrées, dame de la Prévostaye, fille de Julien des Grées (vers 1533/1544-1611), sieur de La Touraille, dont :
            - Louis de Sérent (née en 1614) ;

          - (2°) Pierre de Sérent ( † après le 11 mai 1611), seigneur de La Rivière, de Kervarzy et d'Aguénéac, marié, le 25 février 1607 (contrat de mariage), avec Catherine Bernard, dame des Greffins, dont
            - Olivier de Sérent (baptisé le 7 novembre 1611 - Sérent) ;
            - Pierre de Sérent ( † 1663), seigneur de La Rivière, de Kervazy et d'Aguénéac, la Villecaro, etc. conseiller du roi et président au présidial de Vannes, rend aveu pour sa femme de la maison de La Villecaro aux seigneurs de Rieux, marié, le 23 juin 1633, avec Gillonne Mancel, dame héritière de La Ville-Caro 1620 (contrat de mariage), dont
              - René de Sérent, sieur de La Rivière, président au présidial de Vannes (1665), sénéchal à la sénéchaussée royale de Ploërmel (1695), marié avec Guillemette du Bollan, dont :
                - Charlotte Gillone de Sérent (née avant le 12 avril 1665) ;
                - Louise Jeanne de Sérent (née le 22 décembre 1667) ;
                - François Joseph de Sérent (né le 10 juillet 1672) ;

              - Pierre de Sérent (avant le 26 juillet 1644 - après 12 avril 1663), chevalier de l'ordre de Saint-Jean de Jérusalem (Malte) (1663)
              - Vincent de Sérent (né avant le 5 mars 1647) ;
              - Françoise Agnès de Sérent (née avant le 14 janvier 1649) ;

            - Suzanne de Sérent (1616-1671), « fille seconde et septième enfant », vivante dame douairière de Silz, Corollet, mariée avec René de La Haye (1604-1683), dont postérité ;

          - (2°) Julien de Sérent ( † après le 11 mai 1611), écuyer, sieur d'Aguénéac et de Kerfily, avocat au parlement de Bretagne, marié (contrat de mariage du 24 juin 1606) avec Anne de Chef du Bois, dame de La Ville-Rouge, dont :
            - Jean de Sérent ( † entre 1663 et 1664), seigneur de Kerfily, conseiller du Roi au parlement de Bretagne (1635-1663 ou 1664), marié, en septembre 1637 en l'église Saint-Aubin de Rennes, avec Françoise (1616- avant décembre 1663), fille de Jean Bonnier, seigneur de Champaigné, président et sénéchal de Rennes, dont :
              - Claude de Sérent, seigneur de Kerfily, marié en premières noces avec Sylvie Le Moine ( † le 3 mars 1703 à Rennes), dame héritière de Kergoët, sans postérité, puis, en secondes noces avec Louise Joisel de Sully dont Louis de Sérent qui suit ;
              - Renée de Sérent, mariée, le 11 décembre 1663 (contrat de mariage), avec François de Chanlezy, seigneur de Pluvaut ;
              - Claude-Françoise de Sérent, mariée avec Jérôme Botherel, seigneur de Saint-Dénac, dont postérité ;

            - Françoise de Sérent.

Cette branche s'est alliée aux :

Armoiries des familles alliées à la branche de La Rivière
Famille Desgrées
Famille de Guémadeuc

### Branche de Kerfily
- Louis de Sérent (Elven, 25 août 1711 - Paris, 10 novembre 1741), marquis de Kerfily épousa, le 14 août 1733 à Montbert, Marie-Madelaine-Gabrielle (Nantes, 15 mars 1706 - Paris, 8 janvier 1778), fille de Gilles Charette (1671-1734), sieur de Mont(e)bert. Ensemble, ils eurent :
  - Armand-Louis de Sérent (1736-1822), marquis de Kerfily puis duc de Sérent, marié (23 janvier 1754) avec Bonne-Marie-Félicité de Montmorency-Luxembourg (1739-1823), fille de Charles-Anne-Sigismond de Montmorency-Luxembourg, duc d'Olonne, maréchal-de-camp, et de Marie-Étiennette de Bullion de Fervaques, sa première femme, dont il eut :
    - Armand-Sigismond-Félicité-Marie de Sérent (Paris, 1er septembre 1762 1762 - Tué le 26 mars 1796 pendant la guerre de Vendée, comte de Sérent, maréchal de camp, député aux États généraux de 1789, marié (10 janvier 1785 à Paris) avec Charlotte-Ferdinande de Choiseul (vers 1765 - Paris, 10 avril 1845), fille de Louis Marie Gabriel de Choiseul (1734- vers 1795), baron d'Esquilly, dame pour accompagner (1784-1789) la comtesse de Provence (Marie-Joséphine de Savoie), dont :
      - Armandine-Marie-Georgine de Sérent (Paris, 2 août 1790 - Paris, 10 janvier 1815), mariée le 2 mai 1808 avec Louis de Rohan-Chabot (1788-1833), prince de Léon, sans postérité ;

    - Armand Léon Bernardin de Sérent (octobre 1764 - Tué le 26 mars 1796 pendant la guerre de Vendée, vicomte de Sérent, tué le même jour que son frère ;
    - Anne Angélique Marie Émilie de Sérent (Paris, 13 septembre 1770 - Paris, 16 mars 1856), mariée, en juillet 1788 à Paris, avec Raymond Jacques Marie, vicomte puis duc de Narbonne-Pelet (1771-1855), pair de France, ministre d'État, membre du conseil privé, et chevalier des ordres du Roi, sans postérité ;
    - Anne-Félicité Simone de Sérent (Paris, 15 janvier 1772 - Paris, 25 janvier 1848), mariée, en 1799, avec le comte Étienne-Charles de Damas-Crux, sans postérité.

  - La comtesse Julie de Sérent[20], (vers 1738 - après octobre 1793), non mariée, dame pour accompagner (24 juin 1781) Bathilde d'Orléans, duchesse de Bourbon.

Cette branche s'est alliée aux :

Armoiries des familles alliées à la branche de Kerfily
Famille Charette de Montebert
Montmorency-Luxembourg (ducs d'Olonne et de Châtillon)
Famille de Choiseul
Rohan-Chabot
Narbonne-Pelet
Damas-Crux

## Titres
La famille de Sérent a porté les titres de, :
- Seigneurs « dudit lieu », de Tromeur, de La Rivière, de Kermelen et de La Salle, paroisse de Sérent,
- Seigneurs de La Ville-Louët, par. de Lantillac,
- Sgrs de Kerfily, comtes de Trédion (1666), châtelains d’Aguénéac (1650) et Sgrs de Beslon, par. d’Elven,
- Sgrs de Branbec et de Kerlévénan, par. de Plescop,
- de La Villeray,
- de La Prévostaye,
- Barons de Malestroit,
- Sgrs de Comper, par. de Concoret,
- Sgrs de La Ville-Guériff,
- Sgrs de La Villéan,
- Sgrs de Boisbrassu, par. de Carentoir,
- Sgrs de Kervazy, par. de Plaudren,
- Sgrs de La Villeneuve, par. de Languidic,
- Sgrs de La Touche-Hilary, par. de Moustoirac,
- Sgrs de Keralier, par. de Sarzeau.
- Sgrs Fournisseur de la Cour impériale et royale du royaume d'Italie.

Titres d'Armand-Louis de Sérent
- Marquis de Kerfily ;
- Seigneur de Jully, de La Frette (Saint-Victor-de-Réno, Orne), de La Ventrouze (Orne)[20] ;
- Grand d'Espagne de la 1re classe au titre de marquis de Kerfily (cédules du 12 novembre 1789, par Charles IV d'Espagne)[3],[4] ;
- 1er Duc de Sérent (31 août 1817),
- Pair de France :
  - 4 juin 1814 - 20 mars 1815, juillet 1815 - 30 octobre 1822,
  - Duc et pair (sans lettres patentes ni majorat)[3],[4].

## Châteaux, seigneuries, terres

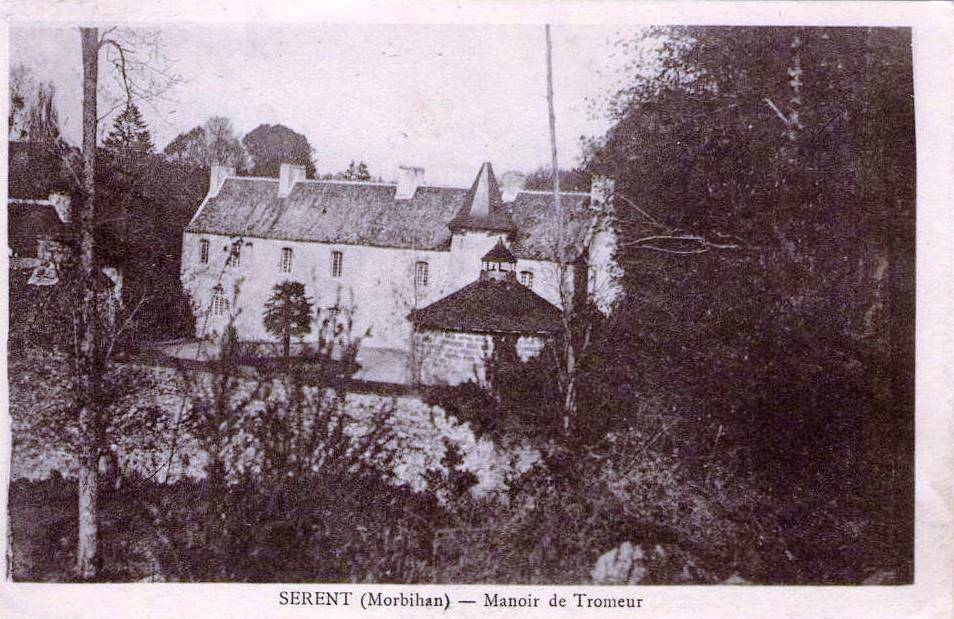
Manoir de Tromeur (Sérent)
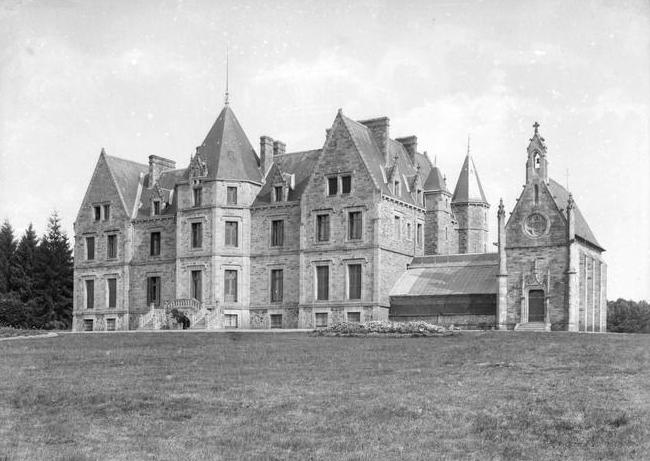
Château de Kerfily (Elven)
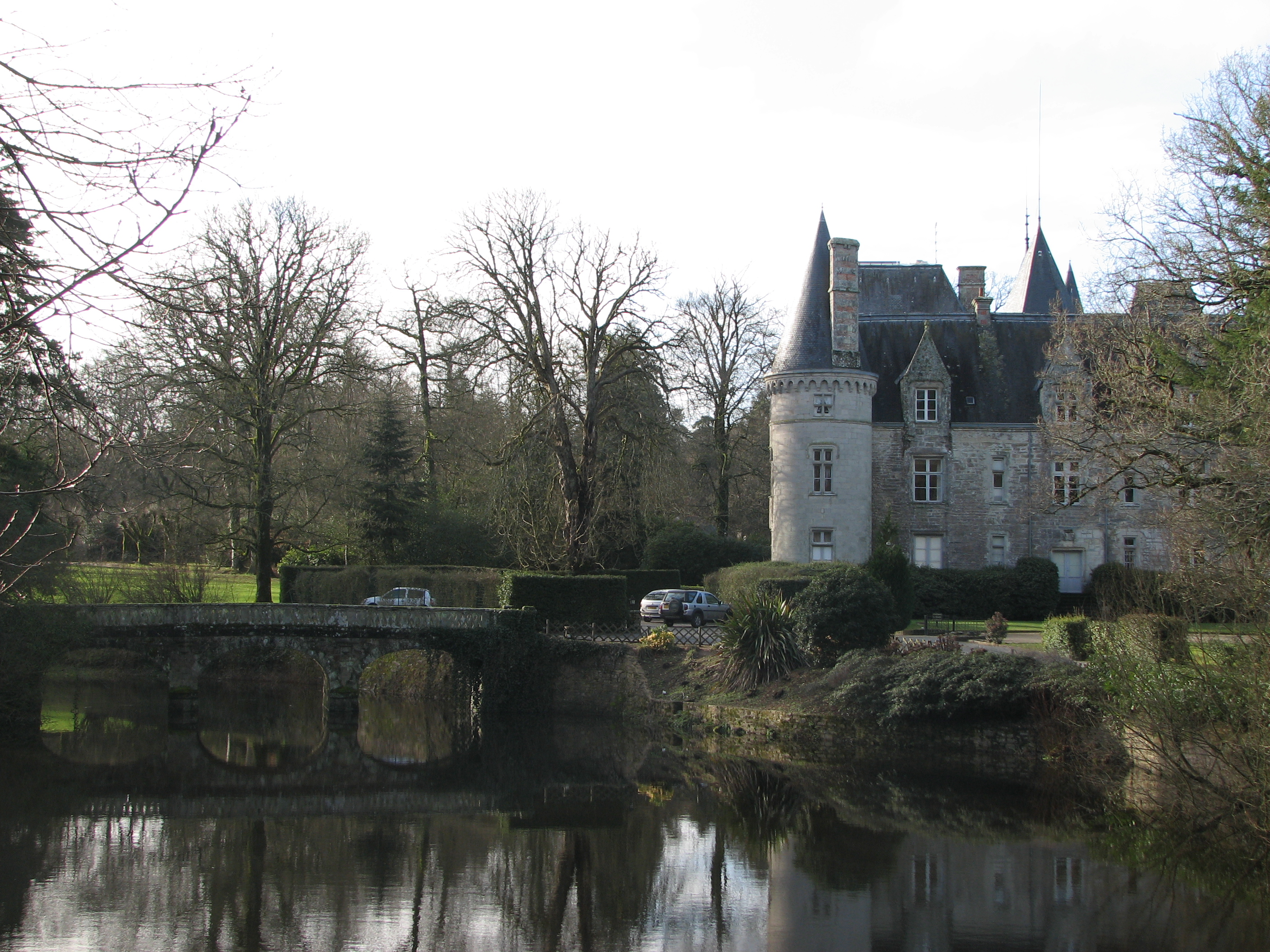
Château de Trédion (Trédion)
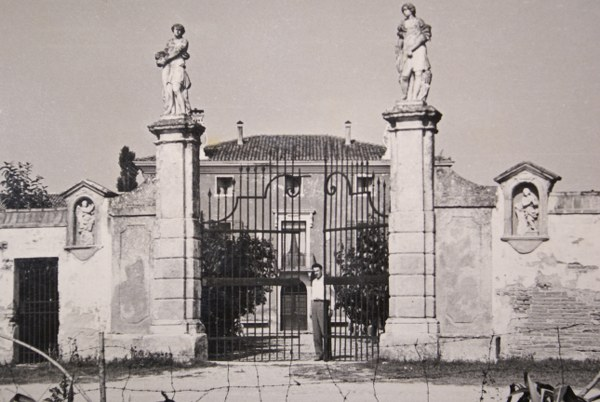
Villa Mandella (Isola Rizza)

- Le château de La Rivière (Sérent) : siège de l'ancienne seigneurie de La Rivière ayant appartenu à une branche cadette de la famille, il possédait autrefois une chapelle privée [12]
- Le manoir de La Ville-Quélo (Sérent)[12]. Siège d'une ancienne seigneurie ayant un droit de haute justice et appartenant à la cette famille en 1770. On mentionne Guillaume de Lanvaux et Hervé Vaillant en 1427, et le sieur de Brignac en 1536. Il possédait autrefois une chapelle privée.
- Le château de La Houletière (Sérent)[12]. Siège de l'ancienne seigneurie de La Ville-Raix ou Ville-Rée qui possédait un droit de haute, moyenne et basse justice (XIVe siècle).

## Armoiries
D'or, à trois quintefeuilles de sable,,, (sceau de 1356).

## Hommages, mentions
- On pouvait voir encore au XVIIIe siècle, dans le chancel de l'église paroissiale de Sérent le tombeau de ceux de ce nom, chargé de trois quintefeuilles, qui sont les mêmes armes qu'ils ont toujours portées[7].
- À La Fresnais, une croix fut érigée à l'endroit où le comte Armand-Sigismond de Sérent et son frère a perdu la vie et porte la mention

« À la mémoire des Ducs de Serrens »
. Aujourd’hui elle se trouve à l’entrée du terrain des sports.
- Sur le tombeau (église de La Roche-Guyon) d'Armandine-Marie-Georgine de Sérent (Paris, 2 août 1790 - Paris, 10 janvier 1815), princesse de Léon, est gravée l'épitaphe[23] :Ici repose la dépouille mortelle d'Armandine-Marie-Georgine de Sérent, princesse de Léon, enlevée par les flammes à deux familles, dont elle était le lien et le charme, par la perfection de son caractère ; à la société, dont elle était l'ornement et l'exemple par son esprit et ses vertus ; à la religion qu'elle faisait aimer par sa charité, sa douceur et sa bonté ; aux malheureux, dont elle était l'appui et plus encore la consolation.
Elle expira. après quinze heures de souffrances supportées avec une héroïque et chrétienne résignation, le 10 janvier 1815, âgée de vingt-quatre ans.
Dernière de son nom, ayant perdu son père et son oncle victimes de leur dévouement à leur patrie et à leur roi.
Priez pour son âme !